# Mademoiselle Mars

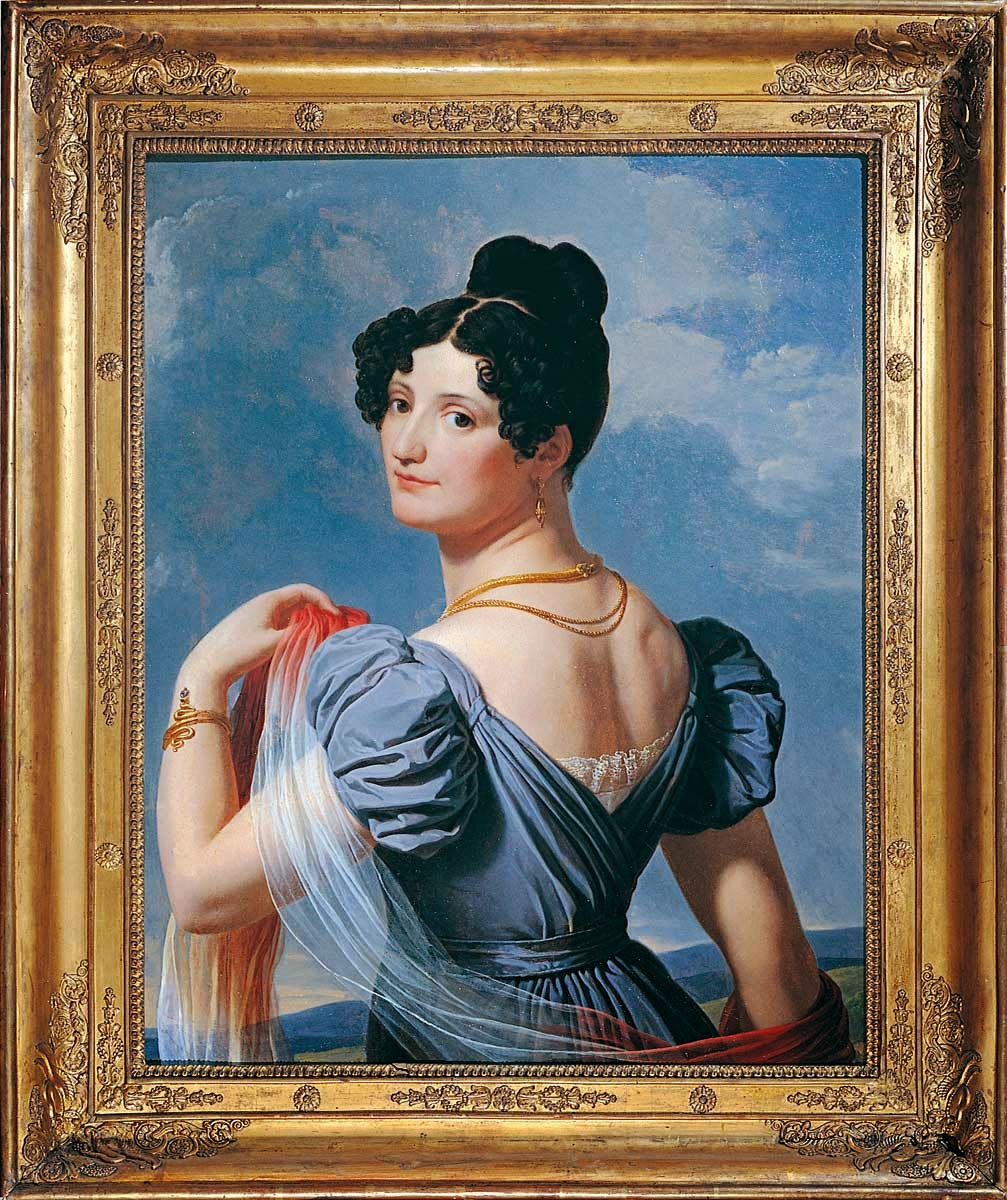
Mademoiselle Mars (Charles Thévenin, 1821).

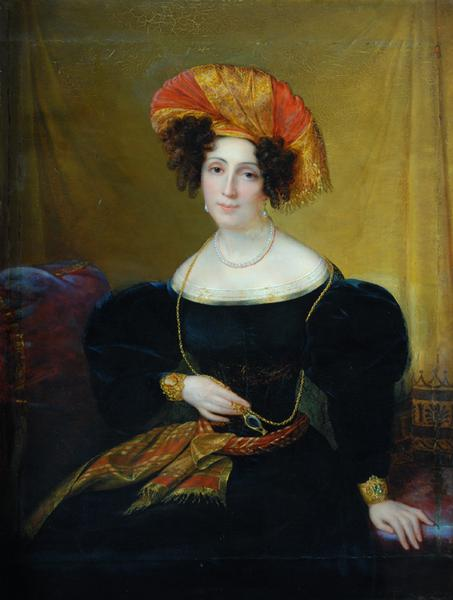
Mademoiselle Mars (François-Josèphe Kinson, 1830er Jahre).

Anne-Françoise-Hippolyte Boutet, besser bekannt als Mademoiselle Mars (* 9. Februar 1779 in Paris; † 20. März 1847 ebenda), war eine französische Schauspielerin.

## Leben
Sie war die außereheliche Tochter des Schauspielers Jacques Marie Boutet und Jeanne-Marguerite Salvetat (auch bekannt als Madame Mars). Sie trat 1795 dank der Hilfe der Schauspielerin Louise Contat der Comédie-Française bei. Ihre Karriere verlief sehr erfolgreich. Sie bildete auch Schauspieler wie Charlotta Eriksson und Emilie Högquist aus. Sie spielte zunächst Rollen von Molière und Marivaux, wandte sich dann aber auch dem modernen Drama zu und stand 1830 während der Schlacht um Hernani auf der Bühne.
In der Restauration bewohnte Mademoiselle Mars in Paris ein nach ihr benanntes, von Louis Visconti erbautes Hôtel particulier im 9. Arrondissement, das sie von Marschall de Gouvion Saint-Cyr erworben hatte, und besuchte das benachbarte Atelier des Malers Ary Scheffer, der ein Porträt von ihr anfertigte. 1841 gab sie ihre Abschiedsvorstellung in Le Jeu de l’amour et du hasard. Sie spekulierte an der Börse und machte Spielschulden, konnte diese jedoch bis zu ihrem Lebensende begleichen. Sie wurde auf dem Friedhof Père-Lachaise bestattet, im Beisein von Victor Hugo und einer großen Menschenmenge.